# Autoba lurida
Autoba lurida är en fjärilsart som beskrevs av Arnold Pagenstecher 1900. Autoba lurida ingår i släktet Autoba och familjen nattflyn. Inga underarter finns listade i Catalogue of Life.